# Galway United FC
Galway United Football Club (irsky: Cumann Peile Ghaillimh Aontaithe) byl irský fotbalový klub sídlící ve městě Galway. Klub byl založen v roce 1937 jako Galway Rovers Football Club, zanikl v roce 2011 díky kolapsu hlavního sponzora.

## Umístění v jednotlivých sezonách
| Sezóny | Liga                 | Úroveň | Z  | V  | R  | P  | VG | OG  | +/- | B  | Pozice |
| ------ | -------------------- | ------ | -- | -- | -- | -- | -- | --- | --- | -- | ------ |
| 2007   | FAI Premier Division | 1      | 33 | 7  | 13 | 13 | 28 | 35  | -7  | 35 | 8.     |
| 2008   | FAI Premier Division | 1      | 33 | 8  | 8  | 17 | 34 | 49  | -15 | 32 | 9.     |
| 2009   | FAI Premier Division | 1      | 36 | 12 | 6  | 18 | 36 | 57  | -21 | 42 | 8.     |
| 2010   | FAI Premier Division | 1      | 36 | 9  | 11 | 16 | 38 | 59  | -21 | 38 | 8.     |
| 2011   | FAI Premier Division | 1      | 36 | 1  | 3  | 32 | 20 | 115 | -95 | 6  | 10.    |